# Triolein
Triolein je triglycerid v němž jsou všechny tři alkoholové skupiny glycerolu esterifikovány kyselinou olejovou. Triolein tvoří 4 až 30 % olivového oleje.
Triolein je také jednou ze dvou složek Lorenzova oleje. Vyskytuje se také v mandlovém oleji.
Oxidace trioleinu probíhá podle tohoto souhrnného vzorce:
C57H104O6 + 80 O2 → 57 CO2 + 52 H2O